# Loro Boriçi-stadion
Loro Boriçi-stadion (albanska: Stadiumi Loro Boriçi) är en stadion i staden Shkodra i norra Albanien. Stadion är uppkallad efter den på 1940- och 1950-talen aktive fotbollsspelaren Loro Boriçi. Boriçi inledde sin karriär i klubben som äger och spelar på stadion, Vllaznia Shkodër. 
Stadion stod klar 1947 och hette då Vojo Kushi-stadion. 2001 renoverade man den och då sänktes även publikkapaciteten till 16 000 åskådare. Loro Boriçi-stadion är dock fortsatt den näst största fotbollsstadion i Albanien, efter Qemal Stafa-stadion i Tirana. Utöver Vllaznias hemmamatcher spelas även ett antal av Albaniens herrlandslag i fotbolls hemmamatcher på Loro Boriçi. Efter renoveringen finns det enbart sittplatser på stadion. 
Inför kvalet till EM 2016 stängde FIFA av Qemal Stafa-stadion på grund av att den ej höll internationell standard. Albaniens regering beslutade sig då för att först renovera Elbasan Arena i Elbasan och därefter rusta upp Loro Boriçi. Upprustningen av Loro Boriçi inleddes den 3 maj 2015 och var planerad att färdigställas innan Albaniens match mot Serbien den 8 oktober 2015. På grund av förseningar, delvis förorsakade av oväder, stod arenan färdig i november 2015 och därav spelades även Albaniens sista match i kvalet på Elbasan Arena. Inledningsvis planerade man att utöka arenans kapacitet till 20 000 åskådare, men siffran sänktes sedan till 16 022.